# Congriscus megastomus
Congriscus megastomus és una espècie de peix pertanyent a la família dels còngrids.

## Descripció
- Pot arribar a fer 40 cm de llargària màxima.[3][4]

## Depredadors
Al Japó és depredat per Chlorophthalmus albatrossis.

## Hàbitat
És un peix marí, associat als esculls i de clima temperat.

## Distribució geogràfica
Es troba al Pacífic nord-occidental: el Japó.

## Observacions
És inofensiu per als humans.